# Лозовок
Лозовок (укр. Лозівок) — село в Черкасском районе Черкасской области Украины. Находится на правом берегу реки Ольшанка (приток Днепра).
Почтовый индекс — 19621. Телефонный код — 472.

## Население
Население по переписи 2001 года составляло 737 человек.

### Языковой состав
Родной язык населения по данным переписи 2001 года:
| Язык       | Численность, чел. | Доля     |
| ---------- | ----------------- | -------- |
| Украинский | 684               | 92,81 %  |
| Русский    | 52                | 7,06 %   |
| Другое     | 1                 | 0,13 %   |
| Итого      | 737               | 100,00 % |

## Местный совет
19620, Черкасская обл., Черкасский р-н, с. Будище, ул. 30-летия Победы, 42